# Canoy-Herfkens
Canoy-Herfkens was een steenfabriek in het huidige Venlose stadsdeel Tegelen.
De fabriek begon in 1880 met het vervaardigen van plavuizen, maar maakte vanaf 1900 ook bakstenen. Deze bakstenen, vervaardigd uit zogenaamd tichelleem, werden gebruikt voor het vervaardigen van schoorstenen, die door het hele land geleverd werden, onder andere aan Hoogovens, Philips, Heineken en Wilton-Fijenoord. Canoy-Herfkens was samen met De Ridder lange tijd marktleider op het gebied van de fabrieksschoorsteenbouw.
In 1881 bouwde de fabriek een ringoven, de eerste in de regio (in diverse publicaties wordt vermeld dat het zelfs de eerste van Nederland zou zijn, maar in 1869 was er al een ringoven in Heeswijk). De klei voor de fabriek werd aanvankelijk in de directe omgeving gewonnen. In 1893 kreeg de fabriek toestemming voor de aanleg van een 900 mm smalspoor voor de aanvoer van klei vanuit het Jammerdaal; het eerste industriële smalspoor in Tegelen. Het was de enige grote steenfabriek die geen stamlijn met een spooraansluiting op het hoofdspoorwegnet had. Met een eigen laad- en losplek aan Maas was een spooraansluiting niet nodig. Op 2 januari 1926 kwam de fabriek vanwege de overstroming van de Maas volledig onder water te staan. Datzelfde jaar werd aan de Maas een betonnen laadbrug met kraan gebouwd, zodat ook grotere schepen hier konden laden en lossen en in 1929 verving een smalspoortunnel de gelijkvloerse kruising van het smalspoor met de hoofdspoorweg.
In 1966 fuseerde de fabriek met Russel-Tiglia; de nieuwe naam werd Tegula NV. In 1976 werd de fabriek gesloten. De betonnen laadbrug werd eind 1988 door de genie opgeblazen en begin jaren negentig werden de andere gebouwen gesloopt voor de aanleg van de Zuiderbrug. Heden rest van de fabriek alleen nog de 33 meter hoge, uit 1895 stammende schoorsteen, een rijksmonument. Overigens is alleen de voet nog oorspronkelijk, de rest werd in 1946 heropgebouwd na oorlogsschade. Vooral de cultuurhistorische waarde is daarbij van belang, omdat het een van de oudste nog bewaard gebleven industriële schoorstenen betreft die nagenoeg intact is gebleven. Ook de door Canoy-Herfkens aangelegde smalspoortunnel onder de Spoorlijn Maastricht - Venlo is behouden gebleven.